# Cudowny chłopak (film)
Cudowny chłopak (ang. Wonder) – film obyczajowy z 2017 roku w reżyserii Stephena Chbosky'ego. Film stworzono w oparciu o książkę Cudowny Chłopak Raquel J. Palacio.
Opowiada on o przygodach Auggiego, który od urodzenia ma zdeformowaną twarz. W nowej szkole chłopiec próbuje udowodnić rówieśnikom, że piękno to więcej niż wygląd.

## Fabuła
Dla 10-letniego Auggiego nie ma niczego bardziej niezwykłego niż „zwykły dzień w szkole”. Urodzony z licznymi deformacjami twarzy, dotąd uczył się w domu pod okiem mamy. Teraz jednak, zaczynając 5 klasę w normalnej szkole, ma nadzieję, że koledzy potraktują go jak zwyczajnego chłopca. Jego wygląd sprawia, że staje się szkolną sensacją, a dla wielu wręcz „dziwadłem”. Jedni się z niego śmieją, inni wytykają palcami, ale nikt tak naprawdę niczego o nim nie wie. Wszystko zacznie się zmieniać, gdy w szkole pojawi się nowa uczennica. Urocza Summer potrafi dostrzec w Auggiem coś więcej niż nietypowy wygląd. Wystarczy jeden przyjazny gest, jedna pomocna dłoń, by obudzić w Auggiem siłę, dzięki której będzie potrafił udowodnić, że nie tylko twarz czyni go kimś niezwykłym.

## Obsada
- Jacob Tremblay jako August „Auggie” Pullman
- Julia Roberts jako Isabel Pullman
- Owen Wilson jako Nate Pullman
- Izabela Vidovic jako Olivia „Via” Pullman
- Noah Jupe jako Jack Will
- Bryce Gheisar jako Julian
- Millie Davis jako Summer
- Danielle Rose Russell jako Miranda

## Produkcja i dystrybucja
Film kręcono w Hongkongu i USA w okresie od lipca do września 2016 roku. Światowa premiera odbyła się 15 listopada 2017 roku.
Łączny budżet filmu wynosił $20 000 000, a zarobki z boxofficu wyniosły ponad $305 000 000. Film zdobył wiele nominacji oraz zwyciężył statuetkę Saturna w kategorii najlepszy film niezależny.